# حمرية بورتية
حمرية بورتية (الاسم العلمي:Erythrina burttii) هي نوع من النباتات تتبع جنس الحمرية من الفصيلة البقولية.